# Максис Кензъс Сити
„Максис Кензъс Сити“ (на английски: Max's Kansas City) е нощен клуб и ресторант в Ню Йорк на „Парк Авеню Саут“ 213.
Това е място, където се срещат музиканти, поети, хора на изкуството и политици, главно през 1960-те и 1970-те години. Управлява се от Мики Ръскин (1933-1983), който полага началото през декември 1965 г.
Максис бързо се превръща в любимо място на художници и скулптори от Нюйоркското училище, като например Джон Чембърлейн, Робърт Рошънбърг и Лери Ривърс, като само по себе си, това обстоятелство привлича още хипстъри. Заведението се посещава от Нийл Уилямс, Лери Зокс, Форетс Майърс, Лери Пунс, Брис Мардън, Боб Нойуърт, Дан Кристенсън, Рони Лендфийлд, Питър Реджинато, Карл Андре, Дан Греъм, Лорънс Уайнър, Робърт Смитсън, Джоузеф Косът, Бриджид Бърлин, Дейвид Прентис, Рой Лихтенстайн, Питър Форакис, Питър Йънг, Марк ди Суверо, Лери Бел, Доналд Джъд, Дан Флавин, Ричард Сера, Лий Лозано, Робърт Рей, Карлос Вила, Джак Уитън, Едуард Лефингуел, Филип Глас, Макс Нюхаус, Рей Джонсън, Малкълм Морли, Марджори Страйдър, Едуард Аведишън, Кароли Шниман, Доротея Рокбърне, Дейвид Бъд, Норман Блум, Кенет Шоуъл, Тайгър Морс, Колет Джъстин, Ленор Джафи, Тейлър Мид, Уилям Бъроус, Алън Гинсбърг, Рене Рикар, и Марисол.
Това са само част от звездната клиентела, която се събира в Максис. Уилем де Кунинг, Барнит Нюман, арт критиците Люси Липард, Робърт Хюз, Клемънт Гринберг и Харолд Розънбърг, търговците на предмети на изкуството Лео Кастели и Дейвид Уитни, както и архитектът Филип Джонсън, също са били намирани в ресторанта.